# Prodelophanes eucharis
Prodelophanes eucharis är en fjärilsart som beskrevs av Edward Meyrick 1937. Prodelophanes eucharis ingår i släktet Prodelophanes och familjen Crambidae. Inga underarter finns listade i Catalogue of Life.